# Сизоненко, Александр Алексеевич
Алекса́ндр Алексе́евич Сизоне́нко (21 марта 1959, Запорожье, Херсонская область — 5 января 2012, Санкт-Петербург) — советский баскетболист, самый высокий человек России (рост 2 м 37 см — 2 м 45 см), самый высокий человек в мире в 1990 году, самый высокий баскетболист в истории баскетбола.

## Биография
Необычно высоким ростом отличался с детства. В школьные годы по этой причине перенёс операцию на гипофизе, дважды ему делали трепанацию черепа. Но Александр продолжал расти. Своё место в жизни он нашёл, став баскетболистом.
С 1976 по 1978 год выступал на позиции центрового в ленинградском «Спартаке», а с 1979 по 1986 год — в куйбышевском «Строителе», с которым прошёл путь от первой лиги до высшей лиги чемпионата СССР. Как один из лучших центровых страны, являлся кандидатом в сборную СССР.
Специалисты отмечали, что Сизоненко отличался тонким позиционным чутьём и владел искусством паса, однако из-за своего роста не обладал необходимыми для игрока экстра-класса скоростными качествами. Из большого спорта пришлось уйти в 1986 по причине гормонального сбоя, вызванного травмой лодыжки и неправильным лечением.
В 1988 году сыграл роль великана в чехословацком художественном фильме «Храбрый портняжка». Позже был признан пенсионером-инвалидом и стал надомником, жил в Санкт-Петербурге. Из-за сильного остеопороза даже дома ходил на костылях. В 1999 году немецкий анатом Гюнтер фон Хагенс пытался уговорить Сизоненко пожертвовать своё тело для Института пластинации Хайдельберга, однако Сизоненко отказался наотрез, опасаясь за свою жизнь.
До конца жизни продолжал расти: рост 2,43 м, вес 186 кг, стопа 58-го размера. Одежду и обувь для Александра Сизоненко изготавливали на заказ. В конце июня 2011 года был травмирован, после чего не смог самостоятельно двигаться. Его госпитализировали и хотели оперировать, но от операции из-за начавшегося желудочного кровотечения отказались, так как врачи ввели лекарства, не совместимые с теми, которые он принимал. С 25 июля 2011 года находился дома и был не в состоянии ходить. Помощь самому высокому баскетболисту оказывали «ПБК Спартак Санкт-Петербург», его друзья и волонтёры. 2 августа 2011 года был госпитализирован в клинику в Санкт-Петербурге. В ноябре 2011 года его выписали из клиники и за ним ухаживала сиделка.
Скончался 5 января 2012 года в своей квартире. Похоронен 9 января на Северном кладбище.

## Личные рекорды
Личные рекорды в одном матче — 39 очков, 15 блок-шотов, 5 перехватов и 12 подборов на своём щите.

## Личная жизнь
Был разведён. Сын — Александр, 1994 года рождения.